# Relaciones Abjasia-Nicaragua
Las relaciones bilaterales entre Abjasia y Nicaragua comenzaron con el reconocimiento de la independencia de Osetia del Sur y Abjasia, el 5 de septiembre de 2008.
En una conferencia de prensa en noviembre de 2008, el ministro de relaciones exteriores nicaragüense, Samuel Santos López, dijo: «Ciertamente, creemos que la decisión [de reconocer la independencia de Abjasia y Osetia del Sur] era justa y apropiada. Ellos [las repúblicas] deben tener tiempo para los trámites internos. Coordinaremos la posibilidad y los términos de las relaciones diplomáticas directas en un momento conveniente. Obviamente y lógicamente, estaremos actuando a través de nuestros amigos, probablemente Rusia, para establecer contactos más estrechos y las relaciones diplomáticas [con las repúblicas]».
Abjasia y Nicaragua establecieron formalmente relaciones diplomáticas el 10 de septiembre de 2009, después de una delegación de Abjasia visitara al presidente nicaragüense Daniel Ortega.
Del 18 al 21 de julio de 2010, una delegación del Estado de Abjasia visitó Nicaragua encabezado por el presidente Serguéi Bagapsh. El 19 de julio, la delegación estuvo acompañada por una delegación de Osetia del Sur encabezada por el presidente Eduard Kokoity. El mismo día, ambos presidentes asistieron a los eventos oficiales para el 31° aniversario de la Revolución sandinista. El 20 de julio, los Presidentes de Abjasia y Nicaragua firmaron acuerdos sobre la amistad y la cooperación, la exención de visado hasta 90 días, las relaciones comerciales y económicas, transporte marítimo, los servicios aéreos y la cooperación entre el Banco Nacional de la República de Abjasia y el Banco Central de Nicaragua. Los Presidentes también se otorgaron entre sí las más altas condecoraciones de sus países.
El 16 de abril de 2012, Abjasia abrió una embajada en Nicaragua cuando Zaur Gvajava (ya embajador en Venezuela) recibió sus credenciales al presidente Alexander Ankvab. El 27 de junio de 2012, el embajador nicaragüense Luis Cuadra presentó sus credenciales al Ministro de Relaciones Exteriores de Abjasia Viacheslav Chirikba y al presidente Ankvab. El embajador reside en Moscú.
Georgia respondió con el reconocimiento simultáneo de Nicaragua de Abjasia y Osetia del Sur, cortando las relaciones diplomáticas con el Estado centroamericano a finales de noviembre de 2008. Rusia ofreció fortalecer los vínculos con Nicaragua y proporcionar ayuda a Nicaragua para reconstruir las zonas dañadas por huracanes. El Secretario de Comercio de Estados Unidos canceló un viaje a Nicaragua, con el embajador estadounidense en Managua diciendo: «no es el momento apropiado para la visita».